# 2021年の経済
2021年の経済（2021ねんのけいざい）では、2021年の経済分野に関する出来事について記述する。
2020年の経済 - 2021年の経済 - 2022年の経済

## できごと

### 1月
- 2日 - ビットコインは対ドルで初めて3万ドルを超えるビットコイン高となった[1]。
- 6日
  -  オーストラリアドルは対ドルで2年半ぶりの豪ドル高、0.7777米ドルとなった。 ニュージーランドドルは対ドルで2018年4月以来のNZドル高、0.7261米ドル[2]。
  - 航空データ分析企業シリウムは旅客機の乗客数が1999年の水準まで低下したと発表した。前年比67％減[3]。
- 7日
  - ビットコインは対ドルで初めて4万ドルを超えるビットコイン高となった[4]。
  - コインマーケットキャップは暗号資産の時価総額が1兆ドルを突破したと公表した。時価総額の7割近くはビットコイン[5]。
- 8日
  -  中華民国(台湾)の株価指数、加権指数が過去最高の1万5463.95で終えた[6]
  -  韓国の中央銀行は11月の経常収支(速報値)が89.7億ドルの黒字と発表した[7]。
  -  日本の総務省は11月の消費支出が前年比1.1%増と発表した[8]。
  -  アメリカ合衆国株式市場のダウ平均株価は過去最高の3万1097.97ドルで終えた。ナスダックも過去最高の1万3201.975。S&P 500も過去最高の3824.68[9]。
  -  アメリカ合衆国の労働省は12月の失業率が前月比横ばいの6.7%と発表した[10]。
  -  日本の日経平均株価は30年半ぶりの高値、2万8139.03円で終えた[11]。
  -  韓国株式市場のKOSPIは過去最高の3152.18で終えた[12]。
- 12日 -  日本の財務省は11月の経常収支が1兆8784億円の黒字と発表した。黒字は77カ月連続[13]。
- 13日 -  中華民国(台湾)の株価指数、加権指数が過去最高の1万5769.98で終えた[14]
- 14日
  -  1973年に東証2部に上場した家庭用ソース大手のブルドックソースが東証1部に昇格[15][16]。
  -  日本の日経平均株価は30年5カ月ぶりの高値、2万8698.26円で終えた[17]。
- 15日
  -  イギリスの国立統計局は11月の国内総生産が前期比2.6%減と発表した[18]。
  -  洋菓子大手のシャトレーゼホールディングスが「ナボナ」で知られる和菓子メーカー・亀屋万年堂及び生産会社の亀屋万年堂製菓を買収。全株式を取得して子会社化した[19]。
- 16日 - 国際通貨基金の専務理事は「各国政策当局者は財政支出を増やす」よう要請した[20]。
- 19日
  - 欧州中央銀行は11月の経常収支が246億ユーロの黒字と発表した[21]。
  -  香港政府は10〜12月の失業率が6.6%と発表した。16年ぶりの高水準[22]。
- 20日
  - イーサリアムは対ドルで過去最高の1431ドルとなった。過去最高のイーサリアム高は3年ぶり[23][24]。
  -  アメリカ合衆国株式市場のダウ平均株価は過去最高の3万1188.38ドルで終えた[25]。
- 21日
  -  日本の日経平均株価は30年5ヶ月ぶりの高値、2万8756.86円で終えた[26]。
  -  韓国株式市場のKOSPIは過去最高の3160.84で終えた[27]。
  -  中華民国(台湾)の株価指数、加権指数が過去最高の1万6153.77で終えた[28]
  -  アメリカ合衆国株式市場のS&P 500は過去最高の3853.07で終えた[29]。
  -  オーストラリアの統計局は12月の失業率が6.6%と発表した。先月より0.2%低下[30]。
- 22日
  - ドイツのIFO経済研究所は 中国の2020年の経常収支が3100億ドルの黒字と発表した。黒字は前年の2倍以上に拡大[31]。
  -  アメリカ合衆国株式市場のナスダックは過去最高の1万3543.06で終えた[32]。
- 25日
  -  日本の日経平均株価は30年半ぶりの高値、2万8822.29円で終えた[33]。
  -  韓国株式市場のKOSPIは過去最高の3208.99で終えた[34]。
  -  アメリカ合衆国株式市場のナスダックは過去最高の3635.99で終えた。SP 500は過去最高の3855.36[35]。
- 26日 -  イギリスの国立統計局は9-11月の完全失業率が5.0%と発表した。2016年半ば以降で最悪[36]。
- 28日
  -  アメリカ合衆国商務省は10-12月の国内総生産(速報値)が前期比年率4.0%増と発表した。通年では3.5％減と11年ぶりのマイナス成長[37]。
  -  フィリピンの統計庁は2020年の国民総生産(速報値)が9.5%減と発表した。過去最大(統計開始1947年)の減[38]。
- 29日
  -  日本の電機大手の東芝が3年半ぶりに東証2部から1部へ復帰[39]。
  - 台湾行政院主計総処は10-12月の域内総生産(速報値)が前年比4.94%増と発表した。通年では2.98％増[40]。
  -  アメリカ合衆国商務省は12月の個人消費支出が前月比0.2%減と発表した。物価は前年比1.3%上昇[41]。
  -  日本の総務省は2020年の完全失業率が2.8%と発表した。休業者数は過去最多(統計開始1968年)の256万人[42]。
  -  メキシコの国立統計地理情報院は2020年の国民総生産(速報値)が前年比8.5%減と発表した。1932年以来の大幅減少[43]。
  -  中華民国(台湾)主計総処は10-12月の域内総生産(速報値)が前年比4.94%増と発表した。10年ぶりの大幅な伸び率。通年では2.98%増[44]。
  -  タイの中央銀行は10-12月の経常収支(速報)が11.68億ドルの赤字と発表した[45]。

### 2月
- 1日 -  ロシアの連邦統計局は2020年の国内総生産(速報値)が前年比3.1%減と発表した[46]。
- 2日
  - 欧州連合の統計局は10-12月の域内総生産(速報値)が前期比0.7%減と発表した。通年では過去最大(1995年統計開始)の落ち込みの6.8%減[47]。
  -  アメリカ合衆国のAppleは140億ドル規模の社債を発行した[48]。
- 3日 -  ニュージーランドの統計局は10-12月の失業率が4.9%と発表した[49]。
- 4日 - Blockchairのデータによると、イーサリアムの取引手数料が初めて20ドルを超えた[50]。
- 5日
  -  インドネシアの統計局は10-12月の国内総生産が前年比2.19%減と発表した。通年では2.07%減と1998年以来のマイナス[51]。
  -  日本の総務省は2020年の消費支出が前年比%5.3減と発表した。過去最大(統計開始2001年)の落ち込み幅[52]。
  -  アメリカ合衆国株式市場のナスダックは過去最高の1万3856.30で終えた。SP 500は過去最高の3886.83[53]。
  -  アメリカ合衆国の労働省は1月の失業率が前月比0.4%減の6.3%と発表した[54]。
  - 仮想通貨の情報サイト「Coingecko」によると、仮想通貨市場の時価総額が過去最高の1兆1750億ドルを超えた[55]。
  -  タイの中央銀行は10-12月の経常収支が11億6,800万ドルの赤字と発表した。通年では165億3,900万ドルの黒字[45]。
- 6日 -  韓国の中央銀行は12月の経常収支が115.1億ドルの黒字と発表した。通年では752.8億ドルの黒字[56]。
- 8日 -  日本の財務省は12月の経常収支が1兆1656億円の黒字と発表した。通年では前年比13.8%減、17兆6976億円の黒字[57]。
- 9日
  -  日本の厚生労働省は12月の実質賃金(速報値)が前年比1.9減と発表した。10ヶ月連続低下。所定内給与は0.1％減[58]。
  -  タイの副首相兼商務相は地域的な包括的経済連携協定が国会で承認されたと発表した[59]。
- 10日
  -  韓国統計局は1月の失業率が前月比1.6%悪化の5.7%と発表した[60]。
  -  日本の日経平均株価は30年半ぶりの高値、2万9388.50円で終えた。東証1部時価総額は過去最高の707兆円[61]。
  -  中国の上海総合指数は5年半ぶりの高値、3655.09で終えた[62]。
- 11日
  -  メキシコの中央銀行は政策金利を0.25%下げ4%とした[63]。
  -  ベネズエラの国会は2020年のインフレ率が3000%と発表した。前年1月13日発表時より改善[64]。
  -  マレーシアの中央銀行と統計局は2020年の国内総生産が前年比5.6%減と発表した。22年ぶりの減少幅[65]。
- 12日 -  アメリカ合衆国株式市場のダウは過去最高の3万1458.40ドルで終えた。ナスダック総合指数は過去最高の1万4095.47、S&P 500は過去最高の3934.83[66]。
- 15日 -  日本の内閣府は10-12月の国内総生産(速報値)が年率換算で前期比12.7%増と発表した[67]。
- 16日
  -  日本の日経平均株価は30年半ぶりの高値、3万0467.75円で終えた[68]。
  - ビットコインは対ドルで初めて5万ドルを超えるビットコイン高となった[69]。
- 17日
  -  アメリカ合衆国株式市場のダウは過去最高の3万1613.02ドルで終えた[70]。
  -  アメリカ合衆国の中央銀行は10-12月の家計債務残高が過去最高(統計開始1999年)の14.56兆ドルと発表した。住宅ローン組成額は過去最高の1.17兆ドル[71]。
- 18日
  -  インドネシアの中央銀行は政策金利を0.25%引き下げ3.5%とした[72]。
  -  中華民国(台湾)の株価指数、加権指数が過去最高の1万6424.51で終えた[73]
  -  香港は1月の失業率が16年ぶりの高水準、7%と発表した[74]。
  -  カナダの投資運用会社パーパス・インベストメンツは北米で初めてとなる暗号資産ビットコインの上場投資信託をトロント証券取引所に上場した[75]。
- 19日
  -  イギリスポンドは対ドルで2年10ヶ月ぶりのポンド高、1.4035ドルとなった[76]。
  -  中国の上海総合指数は5年半ぶりの高値、3696.17で終えた[77]。
  - 暗号資産ビットコインの時価総額が1兆ドルを突破した[78]。
  - G7（ フランス、 アメリカ合衆国、 イギリス、 ドイツ、 日本、 イタリア、 カナダ）首脳は経済への財政支援継続を表明した[79]。
  -  イギリスの最高裁は アメリカ合衆国配車サービス大手ウーバーの運転手を個人事業主ではなく従業員と判断した[80]。
- 21日 -  日本の東京証券取引所は市場区分を「プライム」「スタンダード」「グロース」に再編すると発表した。2022年4月1日に新市場へ一斉移行[81][82]。
- 22日 -  パキスタンの中央銀行は2020年の経常収支が2億ドルの黒字と発表した。前年比73億ドル増で黒字に転換[83]。
- 23日
  -  アメリカ合衆国の中央銀行は失業率より就業者数を重視べきで、M2は忘れるべき、と述べた[84]。
  -  イギリスの国立統計局は10-12月の完全失業率が5.1%と発表した。2016年以来の高水準[85]。
  -  南アフリカ共和国の統計局は10-12月の失業率が過去最悪の32.5%と発表した。前期比1.7%悪化[86]。
- 24日 -  アメリカ合衆国株式市場のダウは過去最高の3万1961.86ドルで終えた[87]。
- 25日
  -  中華民国(台湾)の株価指数、加権指数が過去最高の1万6452.18で終えた[88]
  -  アメリカ合衆国商務省は10-12月の国内総生産(改定値)が年率換算で前期比4.1%増と発表した[89]。
  -  メキシコの国立統計地理情報院は2020年の国民総生産(確定値)が前年比8.5%減と発表した[90]。
- 26日
  -  日本の長期金利は5年ぶりの高水準、0.175％を付けた[91]。
  -  ブラジルの地理統計院は10-12月の失業率が%と発表した。通年では過去最悪(統計開始2012年)の13.5%[92]。
- 28日 -  中国の国家統計局は2020年の国内総生産が前年比2.3%増と発表した[93]。

### 3月
- 1日 -  韓国の中央銀行は スイスの中央銀行と100億スイスフラン規模の為替スワップ契約満了日を5年延長し、2026年までと発表した[94]。
- 2日
  -  日本の財務省は10-12月の設備投資額が前年比%4.8減と発表した。売上高は4.5%減で6四半期連続の前年割れ。経常利益は0.7%減で7四半期連続の前年割れ[95]。
  -  日本の総務省は1月の完全失業率が前月比%0.1減の2.9%と発表した[96]。
- 3日 -  ブラジルの地理統計院は2020年の国内総生産が前年比4.1％減と発表した。4年ぶりのマイナス成長[97]。
- 5日 -  アメリカ合衆国の労働省は2月の失業率が前月比0.1%減の6.2%と発表した。非農業部門雇用者数は前月比37.9万人増[98]。
- 8日
  -  日本の財務省は1月の経常収支が6468億円の黒字と発表した[99]。
  -  中国の商務相は地域的な包括的経済連携協定の国内承認手続きを終えたと発表した[100]。
- 9日 -  日本の総務省は1月の消費支出が前年比6.1%減と発表した[101]。
- 11日 -  アメリカ合衆国で1兆9000億ドル規模の新型コロナウイルス追加経済対策法案が成立した。同国の経済対策としては歴史的な規模[102]。
- 12日
  -  イギリス統計局は1月の国内総生産が前期比2.9%減と発表した[103]。
  -  アメリカ合衆国株式市場のダウは過去最高の3万2485.59ドルで終えた。S&P 500は過去最高の3939.34[104]。
- 9日
  -  日本の内閣府は10-12月の国内総生産(2次速報値)が年率換算で前期比%2.8増と発表した。年率換算で11.7％増[105]。
- 13日 - ビットコインは対ドルで初めて6万ドルを超えるビットコイン高となった[106]。
- 16日 -  香港は12-2月の失業率が2004年以来の高水準、7.2%と発表した[107]。
- 17日
  -  ブラジルの中央銀行は政策金利を0.75%引き上げ2.75%とした[108]。
  -  アメリカ合衆国株式市場のダウは過去最高の3万3015.37ドルで終えた。S&P 500は過去最高の3974.12[109]。
- 18日
  -  トルコの中央銀行は政策金利を2%上げ19%とした[110]。
  -  オーストラリアの統計局は2月の失業率が5.8%と発表した[111]。
- 19日 -  ロシアの中央銀行は政策金利を0.25%引き上げ4.5%とした[112]。
- 20日 -  トルコの大統領は中央銀行総裁を解任した。解任は2019年7月以降3回目[113]。
- 23日
  -  エジプトのスエズ運河でコンテナ船「エバーギブン」が座礁し航路をふさいだ(2021年スエズ運河封鎖事故)。損害額は単純計算で毎時間4億ドル[114][115]。
  -  アメリカ合衆国の商務省は2020年の経常収支が前年比34.8%増の6472億ドルの赤字と発表した。12年ぶりの大幅赤字[116]。
  -  アメリカ合衆国の半導体大手インテルの最高経営責任者(en:Pat Gelsinger)はアリゾナ州の2工場に最大200億ドルを投じると発表した[117]。
  -  アルゼンチンの国家統計局は10-12月の国内総生産が前年比4.3%減と発表した。通年では前年比9.9％減[118]。
  -  イギリスの国立統計局は11-1月の完全失業率が5.0%と発表した[119]。
- 25日 -  アメリカ合衆国商務省は10-12月の国内総生産(確定値)が年率換算で前期比4.3%増と発表した。企業の設備投資は13.1%増[120]。
- 24日 - 女優の酒井美紀が大手菓子メーカー・不二家の社外取締役に就任したことを自身のTwitterで発表[121]。
- 26日
  -  アメリカ合衆国株式市場のダウは過去最高の3万3072.88ドルで終えた。S&P 500は過去最高の3974.54[122]。
  -  アメリカ合衆国商務省は2月の個人消費支出が前月比1%減と発表した[123]。
- 29日 -  アメリカ合衆国株式市場のダウは過去最高の3万3171.37ドルで終えた[124]。
- 30日 -  日本の総務省は2月の完全失業率が2.9%と発表した。就業者数は6646万人で前年同月比45万人減。11カ月連続の減少[125]。
- 31日 -  イギリス統計局は2020年の国内総生産が前年比9.8%減と発表した。311年ぶりの下落率[126]。

### 4月
- 1日
  -  中華民国(台湾)の株価指数、加権指数が過去最高の1万6571.28で終えた[127]
  -  アメリカ合衆国株式市場のS&P 500は過去最高の4019.87で終えた[128]。
  - 製糖業界大手の三井製糖と大日本明治製糖が経営統合。「DM三井製糖ホールディングス」が誕生[129]。
- 2日
  -  イタリアの国家統計局は10-12月の国民総生産が前期比5.2%減と発表した。通年では9.5%減[130]。
  -  アメリカ合衆国の労働省は3月の失業率が前月比0.2％減の6.０%と発表した。非農業部門雇用者数が前月比91.6万人増[131]。
- 6日 -  日本の総務省は2月の消費支出が前年比4.3%減(閏年調整済)と発表した[132]。
- 7日
  -  韓国の中央銀行は2月の経常収支(速報値)が80.3億ドルの黒字と発表した。貨物運賃が上昇しサービス収支が６年3カ月ぶりの黒字[133]。
  -  アメリカ合衆国の財務長官はインフラ投資計画を賄うための法人税の増税計画を発表した。化石燃料業界も10年間で350億ドル増税対象[134]。
- 8日
  -  日本の財務省は2月の経常収支が2兆9169億円の黒字と発表した。第1次所得収支は2兆6311億円の黒字[135]。
  -  中華民国(台湾)の株価指数、加権指数が過去最高の1万6926.44で終えた[136]
- 9日
  -  アメリカ合衆国株式市場のダウ平均株価は過去最高の3万3800.6ドル、S&P 500は過去最高の4128.80で終えた[137]。
  -  カナダの失業率が前月比0.7％減の7.5%と発表された。雇用者数は30.31万人増[138]。
  -  シンガポールの貿易産業省は地域的な包括的経済連携協定の批准が完了したと発表した。署名国15カ国の中で初[139]。
- 14日
  - Coinbaseが暗号資産専業企業として初めてNASDAQに上場[140]。
- 15日
  -  オーストラリアの統計局は3月の失業率が5.6%と発表した[141]。
  -  日本の仙台弁護士会は債務減免を受けられる特例措置が適用されたと発表した。日本で初の適用[142]。
  -  中国の駐ASEAN中国大使はASEAN事務局長に地域的な包括的経済連携協定の批准書を寄託し、国内批准手続きを完了した[143]。
- 16日
  -  中国国家統計局は1-3月の国内総生産が前年比18.3%増と発表した。過去最高成長(1992年統計開始)[144]。
  -  中華民国(台湾)の株価指数、加権指数が過去最高の1万7158.81で終えた[145]
  -  アメリカ合衆国株式市場のダウ平均株価は過去最高の3万4200.67ドルで終えた。S&P 500は過去最高の4170.42[146]。
- 19日 - 欧州中央銀行は2月のユーロ圏の経常収支が259億ユーロの黒字と発表した。モノとサービスの純輸出が減少[147]。
- 20日
  -  中華民国(台湾)の株価指数、加権指数が過去最高の1万7323.87で終えた[148]
  -  韓国株式市場のKOSPIは過去最高の3220.70で終えた[149]。
  -  カナダのトロント証券取引所で世界初のイーサリアムETFが公開される[150]。
  -  イギリスの国立統計局は12-2月の完全失業率が4.9%と発表した。11-1月より0.1%低下[151]。
- 22日 - イーサリアムは対ドルで初めて2600ドルを超えるイーサリアム高となった。仮想通貨市場全体におけるビットコイン時価総額の割合が3年ぶりに50%を割った[152]。
- 23日 -  ロシアの中央銀行は政策金利を0.5%引き上げ5%とした[153]。
- 26日 -  アメリカ合衆国株式市場のナスダック総合指数は過去最高の1万4138.78で終えた[154]。
- 27日
  -  韓国の中央銀行は1-3月の国民総生産(速報値)が前期比1.6%増と発表した。前年比は1.8%増[155]。
  -  中華民国(台湾)の株価指数、加権指数が過去最高の1万7595.90で終えた[156]
- 29日
  -  アメリカ合衆国商務省は1-3月の国内総生産が年率換算で前期比6.4%増と発表した[157]。
  -  アメリカ合衆国株式市場のS&P 500は過去最高の4211.47で終えた[158]。
  - イーサリアムの時価総額が初めてプラチナ時価総額を超え、3154億ドルとなった。[159]。
- 30日
  -  中華民国(台湾)主計総処は1-3月の域内総生産(速報値)が前年比8.16%増と発表した[160]。
  - 欧州連合の統計局は1-3月の域内総生産(速報値)が前期比0.6%減と発表した[161]。
  -  メキシコの国立統計地理情報院は1-3月の国民総生産(速報値)が前年比2.9%減と発表した[162]。
  -  日本の総務省は3月の完全失業率が前月比0.3%減の2.6%と発表した。就業者数は前月から13万人減少し6684万人[163]。

### 5月
- 5日
  -  インドネシアの統計局は1-3月の国民総生産が前年比0.74%減と発表した[164]。
  -  ブラジルの中央銀行は政策金利を0.75%引き上げ、3.5%とした[165]。
- 7日
  -  韓国の中央銀行は3月の経常収支(速報値)が78.2億ドルの黒字と発表した[166]。
  -  日本の厚生労働省は3月の実質賃金が前年比0.5%増と発表した。所定内給与は0.8％増。一般労働者は前年比1.7％増、パートが1.1％減[167]。
  -  アメリカ合衆国株式市場のダウ平均株価は過去最高の3万4777.76ドルで終えた。S&P 500は過去最高の4232.60[168]。
  -  アメリカ合衆国労働省は4月の失業率が6.1%と発表した。4月の雇用者数は77万人増[169]。
- 10日
  -  韓国株式市場のKOSPIは過去最高の3249.30で終えた[170]。
  -  中国の中央国債登記結算によると、外国人の中国国債保有、4月末は過去最高の2兆0960億元。政策銀行での保有高は初めて1兆元を超えた[171]。
- 11日
  -  日本の総務省は2020年度の消費支出が前年比4.9%減と発表した。6年ぶりの下げ幅[172]。
- 12日
  -  イギリス統計局は3月の国内総生産が前月比2.1%増と発表した。1-3月は前期比1.5％減[173]。
  - イーサリアムの時価総額が初めて5000億ドルを超えた[174]。
  -  日本のソフトバンクグループは2021年3月期の連結決算で純利益が4兆9879億円と発表した。日本国内企業では過去最大、直近1年間では米アップル、サウジアラビア国営石油会社サウジアラムコに続く世界3位[175]。
- 13日 -  日本の財務省は2020年度の経常収支が前年比3.8%減の18兆2038億円の黒字と発表した。旅行収支黒字89％減、「貿易収支」の黒字は8.1倍[176]。
- 18日
  -  日本の内閣府は1-3月の国内総生産(速報値)が年率換算で前期比5.1%減と発表した。2020年度は4.6%減で過去最大(統計開始1955年)のマイナス成長[177]。
  -  イギリスの国立統計局は1-3月の完全失業率が4.8%と発表した[178]。
- 20日
  -  オーストラリアの連邦統計局は4月の失業率が5.5%と発表した。失業率の低下は6カ月連続[179]。
- 27日
  -  アメリカ合衆国商務省は1-3月の国内総生産(改定値)が年率換算で前期比6.4%増と発表した[180]。
  -  ブラジルの地理統計院は1-3月第週の失業率が14.7%と発表した。統計開始の2012年以降で最悪[181]。
- 28日
  -  フランス国立統計経済研究所は1-3月の国内総生産(確報値)が前期比0.1％減と発表した。景気後退となった[182]。
  -  日本の総務省は4月の完全失業率が2.8％と発表した。前月比0.2%増[183]。
- 31日 -  インド統計省は1-3月の国内総生産が前年比1.6%増と発表した[184]。

### 6月
- 1日 -  日本の財務省は1-3月の法人企業統計で設備投資額が前年比7.8%減と発表した。前年比3.0%減収、26.0%増益[185]。
- 2日
  -  オーストラリアの統計局は1-3月の国内総生産が前期比1.8%増と発表した[186]。
  -  アメリカ合衆国のWTI原油先物は一時69.00ドルとなった。2018年10月以来の高値[187]
- 4日
  -  日本の総務省は4月の消費支出が前年比13.0%増と発表した[188]。
  -  アメリカ合衆国の労働省は5月の失業率が前月比0.2%減の5.8%と発表した。非農業部門雇用者数は前月比55.9万人増[189]。
  -  カナダの統計局は5月の失業率が8.2%と発表した[190]。
- 5日 - G7（ フランス、 アメリカ合衆国、 イギリス、 ドイツ、 日本、 イタリア、 カナダ）財務相・中央銀行総裁は法人税の最低税率を15%以上にすると発表した[191]。
- 7日 -  韓国株式市場のKOSPIは過去最高の3252.12で終えた[192]。
- 8日
  -  大衆薬大手のロート製薬が痔治療薬「ボラギノール」で知られる天藤（あまとう）製薬を買収。買収額は90億円程度[193]。
  -  日本の内閣府は1-3月の国内総生産(改定値)が年率換算で前期比3.9%減と発表した。2020年度のGDPは、前年度比4.6%減[194]。
  -  日本の財務省は4月の経常収支が1兆3218億円の黒字と発表した[195]。
  -  韓国の中央銀行は4月の経常収支(速報値)が19.1億ドルの黒字と発表した[196]。
- 9日 -  韓国のは5月の失業率が前月比0.1％悪化の3.8%と発表した[197]。
- 10日 -  エルサルバドルの議会はビットコインを法定通貨とする法案を可決した。ビットコインが法定通貨となるのは世界初[198]。
- 11日
  -  イギリス統計局は4月の国内総生産が前期比27.6%増と発表した。過去の最高の伸び[199]。
  -  ロシアの中央銀行は政策金利を0.5%引き上げ5.5%とした[200]。
  -  アメリカ合衆国株式市場のS&P 500は過去最高の4247.44で終えた[201]。
- 14日 -  アメリカ合衆国株式市場のS&P 500は過去最高の4255.15で終えた。ナスダックは過去最高の1万4174.14[202]。
- 16日
  -  ブラジルの中央銀行は政策金利を0.75%引き上げ4.25%とした[203]。
  -  韓国株式市場のKOSPIは過去最高の3278.68で終えた[204]。
- 17日
  -  ニュージーランドの統計局は1-3月の国内総生産が前期比1.6%増と発表した[205]。
  -  オーストラリアの連邦統計局は5月の失業率が5.1%と発表した[206]。
  -  韓国の中央銀行は アメリカ合衆国の中央銀行との600億ドル規模の為替スワップ契約を2021年末までに延長すると発表した[207]。
- 18日 - 欧州中央銀行は4月のユーロ圏の経常収支が228億ユーロの黒字と発表した[208]。
- 22日
  -  ハンガリーの中央銀行は政策金利を0.3%上げ0.9%とした。10年ぶりの利上げ[209]。
  -  チェコの中央銀行は政策金利を0.25%引き上げ0.5%とした[210]。
- 23日 -  アメリカ合衆国の商務省は1-3月の経常収支の赤字が前期比11.8%増の195.39億ドルと発表した。14年ぶりの大幅赤字[211]。
- 24日
  -  メキシコの中央銀行は政策金利を0.25%上げ4.25%とした[212]。
  -  アメリカ合衆国株式市場のナスダックは過去最高の1万4369.71で終えた[213]。
  -  エルサルバドルは全国民に30ドル相当のビットコインを無料で配ると発表した[214]。
- 25日
  -  日本のパナソニックが アメリカ合衆国の電気自動車大手・テスラの全株式を売却していたことが判明。売却額は日本円で約4000億円[215]。
  -  日本の大手輸送機器メーカー・スズキ会長で91歳の鈴木修が、この日静岡県浜松市内で行われた定時株主総会をもって1978年の社長就任以来43年間にわたる経営の第一線から退き、相談役に回った[216][217]。
  -  アメリカ合衆国株式市場のS&P 500は過去最高の4280.70で終えた[218]。
  -  アメリカ合衆国商務省は5月の物価(コア指数)が3.4%上昇と発表した。29年ぶりの大幅上昇[219]。
  -  アメリカ合衆国原油先物清算値のWTIは74.05ドル、ブレントは76.18ドルとなった。両先物とも2018年10月以来の高値[220]
  -  韓国株式市場のKOSPIは過去最高の3302.84で終えた[221]。
- 29日 -  日本の総務省は5月の完全失業率が前月比0.2%増の3.0%と発表した[222]。
- 30日 -  中華民国(台湾)の株価指数、加権指数が過去最高の1万7755.46で終えた[223]

### 7月
- 1日
  -  日本の家電大手「ヤマダホールディングス」子会社のベスト電器、マツヤデンキなど7社をヤマダデンキに吸収合併。店舗ブランド名は残ったものの社名は消滅した。合併後はヤマダデンキを社内分社化し、11の地域に分けて支社を設置した[224]。
  -  アメリカ合衆国原油先物清算値のWTIは75.05ドルとなった。2018年10月以来の高値[225]
  -  ベトナムの統計総局によると4-6月の失業率は前期比0.2%増の2.62%と配信された[226]。
  -  日本の政府は エルサルバドルの第二の法定通貨(ビットコイン)を強制通用力がないため外国通貨と解釈しないと発表した[227]。
- 2日
  -  アメリカ合衆国の労働省は6月の失業率が前月比0.1%悪化の5.9%と発表した。非農業部門雇用者数は前月比85万人増[228]。
  -  アメリカ合衆国株式市場のダウ平均株価は過去最高の3万4786.35ドルで終えた。ナスダックは過去最高の1万4639.33。S&P 500は過去最高の4352.34[229]。
- 5日
  -  日本の財務省は2020年度の一般会計税収が前年度比4.1%増と発表した。GDPは、前年度比4.6%減[230][194]。
  -  中国の情報会社、大智慧によると2021年1-6月の社債債務不履行が過去最高と公表された[231]。
  -  中華民国(台湾)の株価指数、加権指数が過去最高の1万7919.33で終えた[232]
- 6日
  -  日本の総務省は5月の消費支出が前年比11.6%増と発表した。コロナ前の水準には戻っていない[233]。
  -  韓国株式市場のKOSPIは過去最高の3305.21で終えた[234]。
- 7日
  -  韓国の中央銀行は5月の経常収支(速報値)が107.6億ドルの黒字と発表した[235]。
  -  アメリカ合衆国の労働省は5月の求人件数が過去最高の919.3万件と発表された。採用件数は592.7万件[236]。
- 8日
  -  日本の財務省は5月の経常収支が1兆9797億円の黒字と発表した[237]。
  -  イギリスの求人雇用連盟は6月の正規採用件数が1990年代末以降で最高と発表した[238]。
- 9日 -  アメリカ合衆国株式市場のダウ平均株価は過去最高の3万4870.16ドルで終えた。ナスダックは過去最高の1万4701.92。S&P 500は過去最高の4369.55[239]。
- 10日 - G20は法人税率を最低税15%以上にすることで合意した、と発表した[240]。
- 12日 -  アメリカ合衆国株式市場のダウ平均株価は過去最高の3万4996.18ドルで終えた。ナスダックは過去最高の1万4733.24。S&P 500は過去最高の4384.63[241]。
- 14日 -  韓国の6月の失業率が前月比0.5％改善の3.8%と発表した[242]。
- 15日
  -  中華民国(台湾)の株価指数、加権指数が過去最高の1万8034.19で終えた[243]
  -  中国は4-6月の国内総生産が前年比7.9%増と発表した[244]。
  -  オーストラリアの連邦統計局は6月の失業率が先月より0.2%改善した4.9%と発表した[245]。
- 16日
  -  日本の西武ホールディングスが北海道札幌市や滋賀県大津市のホテルなど40施設を1000億円超で売却する方針を検討していることが判明。ただし売却後も施設運営は受諾し営業も継続する見込み[246]。
  -  日本の中央最低賃金審議会は2021年度の最低賃金を一律28円引き上げると答申した。採決で4人の反対は異例[247]。
- 20日 -  東京証券取引所の円形株価掲示板「チッカー」が21年振りに更新されこの日から稼働開始。これまでオレンジ・赤・緑の3色しかなかったカラー表示がフルカラー化され、画像や動画も投影可能となった[248]。
- 23日
  -  ロシアの中央銀行は政策金利を1%引き上げ6.5%とした[249]。
  -  アメリカ合衆国株式市場のダウ平均株価は過去最高の3万5061.55ドルで終えた。ナスダックは過去最高の1万4836.99。S&P 500は過去最高の4411.79[250]。
- 26日 -  アメリカ合衆国株式市場のダウ平均株価は過去最高の3万5144.31ドルで終えた。ナスダックは過去最高の1万4840.71。S&P 500は過去最高の4422.30[251]。
- 29日 -  アメリカ合衆国の商務省は4-6月の国内総生産(速報値)が年率換算で前期比6.5%増と発表した[252]。
- 30日
  - 欧州連合の統計局は4-6月の域内総生産が前期比2.0%増と発表した。年率に換算した伸び率は8.3％[253]。
  -  メキシコの国立統計地理情報院は4-6月の国民総生産が前年比19.6%増と発表した[254]。
  -  アメリカ合衆国の商務省は6月の個人消費支出価格指数(コア指数)が前年比3.5%増と発表した。29年半ぶりの大幅な伸び[255]。
  -  日本の総務省は6月の完全失業率が前月比0.1%改善の2.9%と発表した[256]。
  - 欧州連合の統計局は6月のEU失業率が前月比0.2%改善し7.1%と発表した。ユーロ圏では前月比0.3%改善し7.7%[257]。

### 8月
- 2日 -  日本の引越業最大手のアートグループホールディングスがヤマトホールディングス傘下で引越事業を手掛けるヤマトホームコンビニエンスを買収することを発表。買収額は非公表[258]。
- 3日 -  アメリカ合衆国の飲料・食品大手ペプシコは、「トロピカーナ」ブランドのジュース事業を投資ファンドに33億ドル（約3600億円）で売却することを発表。健康志向の高まりを受けて多糖分の飲み物を控える消費者が増加し、収益力が低下していた[259]。
- 4日 -  ニュージーランドの統計局は4-6月の失業率が4.0%と発表した。前期から0.6%改善[260]。
- 5日
  -  アメリカ合衆国株式市場のナスダックは過去最高の1万4895.12で終えた[261]。
- 6日
  -  韓国の中央銀行は6月の経常収支(速報値)が88.5億ドルの黒字と発表した[262]。
  -  日本の総務省は6月の消費支出が前年比5.1%減と発表した[263]。
  -  アメリカ合衆国の労働省は7月の失業率が前月比0.5%改善の5.4%と発表した。非農業部門雇用者数は前月比94.3万人増[264]。
  -  アメリカ合衆国株式市場のダウ平均株価は過去最高の3万5208.51ドルで終えた。S&P 500は過去最高の4436.52[265]。
  -  カナダの統計局は7月の失業率が7.5%と発表した[266]。
- 7日 -  日本の大阪堂島商品取引所が2011年から行っていたコメ先物取引の試験上場について、前日の6日に農林水産省から申請していた本上場が認められなかったことからこの日をもって廃止[267]。
- 9日
  -  フランスの自動車大手・ルノーと 中国の自動車大手・浙江吉利控股集団がハイブリッドカーの合弁会社を設立し、中国国内で事業を展開することを発表[268]。
  -  アメリカ合衆国の労働省は6月の求人件数が過去最高の1007.3万件と発表された[269]。
- 10日 -  日本の財務省は6月の経常収支が前年比6.1倍、9051億円の黒字と発表した。1-6月では前年同期比50.3%増の10兆4675億円の黒字、第1次所得収支は過去最大の11兆4406億円の黒字[270]。
- 12日
  -  メキシコの中央銀行は政策金利を0.25%上げ4.5%とした[271]。
  -  イギリス統計局は4-6月の国内総生産(速報値)が前期比4.8%増と発表した[272]。
  -  ペルーの中央銀行は政策金利を0.25%引き上げ0.5%とした[273]。
- 13日
  -  マレーシアの中央銀行は4-6月の国内総生産が前年比16.1%増と発表した[274]。
  -  ロシアの連邦統計局は4-6月の国内総生産(速報値)が前年比10.3%増と発表した[275]。
  -  アメリカ合衆国株式市場のダウ平均株価は過去最高の3万5515.38ドルで終えた。S&P 500は過去最高の4468.00[276]。
- 16日
  -  日本の内閣府は4-6月の国内総生産(速報値)が年率換算で前期比1.3%増と発表した[277]。
  -  アメリカ合衆国株式市場のダウ平均株価は過去最高の3万5625.40ドルで終えた。S&P 500は過去最高の4479.71[278]。
- 17日 -  イギリスの政府統計局は平均賃金が前年同期比8.8%増と発表した。過去300年で最大の上昇率。求人件数は100万件を超え失業率は4.7%[279]。
- 19日 -  オーストラリアの連邦統計局は7月の失業率が先月より0.3%改善した4.6%と発表した[280]。
- 24日 -  ハンガリーの中央銀行は政策金利を0.3%上げ1.5%とした[281]。
- 25日 -  メキシコの国立統計地理情報院は4-6月の国民総生産(確定値)が前期比1.5%増、前年比19.5%増と発表した[282]。
- 26日
  -  韓国の中央銀行は政策金利を0.25%引き上げ0.75%とした[283]。
  -  アメリカ合衆国商務省は4-6月の国内総生産(改定値)が年率換算で前期比6.6%増と発表した[284]。
- 27日
  -  アメリカ合衆国商務省は7月の個人消費支出が前月比0.3%増と発表した。物価(PCE)は0.3%増[285]。
  -  アメリカ合衆国株式市場のナスダックは過去最高の1万5129.50で終えた。S&P 500は過去最高の4509.37[286]。
- 31日
  -  ドイツのバス・トラックメーカーでフォルクスワーゲングループ傘下のトレイトンが同じく ドイツの商用車メーカー・MANを完全子会社化[287]。
  -  ドイツの連邦雇用庁は8月の完全失業率が5.5％と発表した[288]。
  -  日本の総務省は7月の完全失業率が2.8％と発表した。前月比0.1%改善[289]。

### 9月
- 1日
  -  日本の財務省は4-6月の法人企業統計で設備投資額が前年比5.3%増と発表した。前年比10.4%増収、93.9%増益[290]。
  -  トルコ統計庁は4-6月の国内総生産が前年比21.7%増と発表した[291]。
- 2日
  -  アイルランドの4-6月の国内総生産が前年比21.6%増と発表された[292]。
  -  アメリカ合衆国株式市場のS&P 500は過去最高ので終えた[293]。
- 3日
  -  アメリカ合衆国株式市場のナスダックは過去最高の1万5363.52で終えた[294]。
  -  アメリカ合衆国の労働省は8月の失業率が前月比0.2%改善の5.2%と発表した。非農業部門雇用者数は前月比23.5万人増。時間当たり賃金は前年比4.3%増[295]。
- 7日
  -  韓国の中央銀行は7月の経常収支(速報値)が82.1億ドルの黒字と発表した[296]。
  -  日本の総務省は7月の消費支出が前年比0.7%増と発表した[297]。
  -  アメリカ合衆国株式市場のナスダックは過去最高の1万5374.33で終えた[298]。
  -  エルサルバドルの公式ウォレットが技術的問題で停止したため、第二の法定通貨(ビットコイン)が15%を超えて下落した。その後問題は解決[299]。
- 8日
  -  日本の内閣府は4-6月の国内総生産(改定値)が年率換算で前期比1.9%増と発表した[300]。
  -  日本の財務省は7月の経常収支が前年比24.5%増、1兆9108億円の黒字と発表した。第1次所得収支は2兆996億円の黒字[301]。
  -  日本のTOPIXは31年ぶりの高値、2079.61で終えた[302]。
  -  アメリカ合衆国の労働省は7月の求人件数が過去最高の1093.4万件と発表された[303]。
- 9日 -  ペルーの中央銀行は政策金利を0.5%引き上げ1%とした[304]。
- 10日
  -  ロシアの中央銀行は政策金利を0.25%引き上げ6.75%とした[305]。
  -  中国の上海総合指数は2015年以来の高値、3703.11で終えた[306]。
- 14日 -  日本の日経平均株価は31年ぶりの高値、3万670.10円で終えた[307]。
- 15日 -  韓国の8月の失業率が前月比0.5％改善の2.8%と発表した。統計開始(1999年6月)以来最低[308]。
- 16日
  -  中国が環太平洋連携協定（TPP）への加入を正式申請。ただし加入には全加盟国の承認が必要となるため実現できるかは不透明[309]。
  -  ニュージーランドの統計局は4-6月の国内総生産が前期比2.8%増と発表した[310]。
- 21日 -  アメリカ合衆国の商務省は4-6月の経常収支の赤字が前期比0.5%増の1903億ドルと発表した。14年ぶりの大幅赤字[311]。
- 22日
  -  ブラジルの中央銀行は政策金利を1%引き上げ6.25%とした[312]。
  -  スイスの中央銀行は4-6月の経常収支の黒字が110億スイスフランと発表した。前期比70億スイスフラン増[313]。
- 23日
  -  台湾がTPPへの加盟を正式申請したことを発表[314]。しかし今回の発表について16日に正式申請したばかりの中国が強く反発しており、全加盟国の承認も必要となるため紆余曲折が予想される[315]。
  -  スペインの国家統計局は4-6月の国内総生産(確報値)が前期比1.1%増と発表した[316]。
  -  アルゼンチンの国家統計センサス局は4-6月の失業率が前年比3.5%改善の9.6%と発表した[317]。
- 24日 -  中国の人民銀行が暗号資産の関連事業について禁止すると発表したことを受け、ピットコインが一時4万5千ドルから4万ドル強に急落した[318]。
- 30日
  -  メキシコの中央銀行は政策金利を0.25%上げ4.75%とした[319]。
  -  イギリス統計局は4-6月の国内総生産(確報値)が前期比5.5%増と発表した[320]。
  -  アメリカ合衆国商務省は4-6月の国内総生産(確報値)が年率換算で前期比6.7%増と発表した[321]。
  - 欧州連合の統計局は8月のユーロ圏失業率が前月比0.1%改善し7.5%と発表した[322]。

### 10月
- 1日
  -  ドラッグストア大手のマツモトキヨシホールディングスとココカラファインが経営統合。持株会社「マツキヨココカラ&カンパニー」を設立。これに伴い、ココカラファインは9月29日をもって東証1部から上場廃止となった[323]。
  -  蛇の目ミシン工業が創業100周年を機に社名を「株式会社ジャノメ」に変更。社名変更は1954年以来67年ぶりとなった[324][325]。
  -  外食大手のワタミ創業者で会長を務める渡邉美樹が約12年ぶりに社長に復帰。現社長の清水邦晃は代表権のある副社長に就任した[326]。
  -  アメリカ合衆国商務省は8月の個人消費支出が前月比0.8%増と発表した。物価(PCE)は0.3%増[327]。
  -  日本の総務省は8月の完全失業率が前月比横ばいの2.8％と発表した。有効求人倍率は前月比0.01低下の1.14倍[328]。
  - 欧州連合統計局は9月の物価(HICP)が前年比3.4%上昇と発表した。13年ぶりの高水準[329]。
- 5日 -  アメリカ合衆国の労働省は9月の失業率が前月比0.4%改善の4.8%と発表した。非農業部門雇用者数は前月比19.4万人増。時間当たり賃金は前月比0.6%増[330]。
- 6日
  -  ニュージーランドの中央銀行は政策金利を0.25%上げ0.5%とした。7年ぶりの利上げ[331]。
  -  オランダ天然ガス先物のTTFは一時155ユーロとなり、前日の過去最高値を更新した。ノルド・ストリーム2の早期承認で終値は114ユーロとなった[332]
  -  ポーランドの中央銀行は政策金利を0.5%上げ0.5%とした。9年ぶりの利上げ[333]。
- 7日 -  韓国の中央銀行は8月の経常収支(速報値)が75.1億ドルの黒字と発表した[334]。
- 8日
  -  日本の総務省は8月の消費支出が前年比3.0%減と発表した[335]。
  -  アメリカ合衆国原油先物清算値のWTIは79.35ドルとなった。8年ぶりの高値[336]
  -  日本の財務省は8月の経常収支が1兆6656億円の黒字と発表した。第1次所得収支は2兆4259億円の黒字[337]。
  -  シンガポール人材開発省は8月の失業率が2.7%と発表した。前月から0.1%改善[338]。
  -  日本は8月の消費支出が前年比3.0%減と発表した[339]。
- 11日
  -  トルコの中央銀行は8月の経常収支が5.28億ドルの黒字と発表した。7月は9.23億ドルの赤字(改定値)[340]。
  -  ブルネイの財務経済省は地域的な包括的経済連携協定の国内批准手続きを完了したと発表した[341]。
  -  トルコ統計局は8月の失業率が12.1%と発表した。先月から横ばい[342]。
- 12日
  -  イギリスの統計局は6-8月の失業率が4.5%と発表した。5-7月より0.1%改善[343]。
  -  アメリカ合衆国の労働省は8月の求人件数が1044万件と発表した。離職率は過去最高の2.9%[344]。
  -  中国と 韓国の通貨スワップ協定が10日に終了した。規模は3600億元だった[345]。
- 13日
  -  韓国の9月の失業率が前月比0.9％改善の2.7%と発表した。9月としては8年ぶりの低水準[346]。
  -  アメリカ合衆国労働省は9月の物価(CPI)が前月比0.4%上昇と発表した。13年ぶりの高水準に戻った[347]。
- 14日
  -  シンガポール貿易産業省は7-9月の国内総生産(速報値)が前期比0.8%増と発表した[348]。
  -  オーストラリアの統計局は9月の失業率が先月より悪化した4.6%と発表した。労働参加率は前月より0.7%減の64.5%[349]。
- 15日
  -  スリランカセンサス統計局は4-6月の国内総生産が前期比12.3%増と発表した[350]。
  - 円は対ドルで一時114.01円となった。2018年11月以来の円安[351]。
  -  アメリカ合衆国原油先物清算値のWTIは82.28ドルとなった。8年ぶりの高値。OECD加盟国在庫は2015年以来の低水準[352]
- 18日
  -  中国は7-9月の国内総生産が前年比4.9%増と発表した[353]。
  -  中国は1-9月の消費支出が前年比15.1%増と発表した[354]。
  -  アメリカ合衆国労働省は9月の物価(CPI)が前月比0.4%上昇と発表した。13年ぶりの高水準に戻った[355]。
- 19日 -  中国鄭州商品取引所の石炭先物は過去最高の1937.8元となった[356]
- 20日
  - 欧州中央銀行は8月のユーロ圏の経常収支が134億ユーロの黒字と発表した[357]。
  -  カナダ統計局は9月の物価(CPI)が前年比4.4%上昇と発表した。18年ぶりの高水準[358]。
- 21日
  -  香港は7-9月の失業率が4.5%と発表した[359]。
  -  トルコの中央銀行は政策金利を2%下げ16%とした[360]。
  -  アメリカ合衆国株式市場のS&P 500は過去最高の4549.78で終えた[361]。
  -  ラオスは地域的な包括的経済連携協定の国内批准手続きを完了した[362]。
  -  カンボジアは地域的な包括的経済連携協定の国内批准手続きを完了した[363]。
- 22日 -  アメリカ合衆国株式市場のダウ平均株価は過去最高の3万5677.02で終えた[364]。
- 24日 -  トルコのトルコリラは対米ドルで一時9.75リラとなった。過去最安値を更新した[365]。
- 25日
  -  日本の中央銀行は 中国の中央銀行と通貨スワップ協定を延長した。規模は3.4兆円、2000億元、期限は2024年10月[366]。
  -  ナイジェリアで中央銀行発行デジタル通貨「eNaira」の正式導入された[367]。
- 26日 -  アメリカ合衆国原油先物清算値のWTIは84.65ドル、プレントは86.40ドルとなった。共に2014年10月以来の高値[368]
- 27日 -  ブラジルの中央銀行は政策金利を1.5%引き上げ7.75%とした[369]。
- 28日
  -  アメリカ合衆国商務省は7-9月の国内総生産(速報値)が年率換算で前期比2.0%増と発表した[370]。
  -  ドイツ連邦統計庁は10月の物価(HICP)が前年比4.6%上昇と発表した。統計開始(1997年)以来の高インフレ[371]。
  -  スペイン統計局は10月の物価(CPI)が前年比5.5%上昇と発表した。29年ぶりの高インフレ[372]。
- 29日
  - 欧州連合の統計局は7-9月の域内総生産が前期比2.2%増と発表した。前月比物価(コア指数)上昇は4.1%で、20年ぶりの高インフレ[373]。
  -  イタリアの国家統計局は7-9月の国民総生産が前期比2.6%増と発表した。前年比では3.8%増[374]。
  -  フランス国立統計経済研究所は7-9月の国内総生産(速報値)が前期比3.0％増と発表した[375]。
  -  中華民国(台湾)主計総処は7-9月の域内総生産(速報値)が前年比3.8%増と発表した[376]。
  -  ドイツ連邦統計庁は7-9月の国内総生産(速報値)が前期比1.8%増と発表した[377]。
  -  メキシコの国立統計地理情報院は7-9月の国民総生産(速報値)が前年比4.8%増と発表した[378]。
  -  日本の総務省は9月の完全失業率が前月比横ばいの2.8％と発表した。有効求人倍率は前月比0.02上昇の1.16倍[379]。
  -  アメリカ合衆国商務省は9月の個人消費支出が前月比0.6%増と発表した。物価(PCE)は0.3%増[380]。
  -  アメリカ合衆国株式市場のダウ平均株価は過去最高の3万5819.56ドルで終えた。ナスダック総合は過去最高の1万5498.39、SP 500は過去最高の4605.38[381]。
  - イーサリアムが過去最高値4403.93ドルのイーサリアム高となった。時価総額は約5200億ドル[382]。
  -  ポルトガルの国立統計院は7-9月の国民総生産が前年比2.9%増と発表した[383]。

### 11月
- 1日 -  香港政府は7-9月の域内総生産(速報値)が前年比5.4増と発表した[384]。
- 2日 -  韓国の統計局は10月の物価(CPI)が3.2%増と発表した。10年ぶりの高水準[385]。
- 3日
  -  アメリカ合衆国の中央銀行は量的緩和の縮小を開始すると決定した。月額150億ドルの縮小[386]。
  -  トルコの統計局は10月の物価(CPI)が19.89%増と発表した。2年半ぶりの高水準[387]。
  -  オーストラリアと ニュージーランドは地域的な包括的経済連携協定の批准手続きを完了した[388]。
- 4日 -  チェコの中央銀行は政策金利を1.25%引き上げ2.75%とした。2008年以来の高金利[389]。
- 5日
  -  インドネシアの統計局は7-9月の国民総生産が前年比3.51%増と発表した[390]。
  -  韓国の中央銀行は9月の経常収支(速報値)が100.7億ドルの黒字と発表した[391]。
  -  アメリカ合衆国の労働省は10月の失業率が前月比0.2%改善の4.6%と発表した。非農業部門雇用者数は前月比53.1万人増[392]。
  -  日本は9月の消費支出が前年比1.9%減と発表した[393]。
  -  フィリピンの政府は10月の物価(CPI)が4.6%増と発表した[394]。
  -  アメリカ合衆国株式市場のダウ平均株価は過去最高の3万6327.95ドルで終えた。ナスダック総合は過去最高の1万5971.59、SP 500は過去最高の4697.53[395]。
- 8日 -  アメリカ合衆国株式市場のダウ平均株価は過去最高の3万6432.22ドルで終えた。ナスダック総合は過去最高の1万5982.36、SP 500は過去最高の4701.70[396]。
- 9日
  -  日本の財務省は9月の経常収支が1兆0337億円の黒字と発表した。第1次所得収支は1兆7532億円の黒字[397]。
  - ビットコインが過去最高値6万8564ドルのビットコイン高となった。イーサリアムこれより先に過去最高値4825ドルのイーサリアム高となった。いずれも6月値より倍以上[398]。
  -  ルーマニアの中央銀行は政策金利を0.25%下げ1.75%とした[399]。
- 10日
  -  アメリカ合衆国労働省は10月の物価(CPI)が前年比6.2%上昇と発表した。31年ぶりの上昇[400]。
  -  ブラジル地理統計院は10月の物価(IPCA)が前年比10.67%上昇と発表した。5年9ヶ月ぶりの上昇[401]。
- 11日
  -  イギリス統計局は7-9月の国内総生産が前期比1.3%増と発表した[402]。
  -  オーストラリアの統計局は10月の失業率が先月より0.6%悪化した5.2%と発表した。労働参加率は前月より0.2%増の64.7%[403]。
  -  トルコのトルコリラは対米ドルで一時9.9447リラとなった。過去最安値を更新した[404]。
  -  メキシコの中央銀行は政策金利を0.25%下げ5%とした[405]。
- 12日
  -  マレーシアの中央銀行は7-9月の国内総生産が前年比4.5%減と発表した[406]。
  -  アメリカ合衆国の労働省は9月の自発的な離職件数が前月比16.6万件増の440万件と発表した。過去最高[407]。
- 15日 -  日本の内閣府は7-9月の国内総生産(1次速報)が年率換算で前期比3.0%減と発表した[408]。
- 16日 -  イギリスの国家統計局は8-10月の求人数が月117.2万人と発表した。4ヶ月連続で最高記録を更新[409]。
- 17日
  -  ロシアの連邦統計局は7-9月の国内総生産(速報値)が前年比4.3%増と発表した[410]。
  -  イギリス国立統計局は10月の物価(CPI)が前年比4.2%上昇と発表した。10年ぶりの高水準[411]。
  -  日本の円は対米ドルで一時114.97円となった。2017年3月以来の円安[412]。
  -  トルコの中央銀行は政策金利を1%下げ15%とした[413]。
- 18日 -  アメリカ合衆国株式市場のSP 500は過去最高の4704.54で終えた[414]。
- 19日
  -  アメリカ合衆国株式市場のナスダック総合は過去最高の1万6057.44で終えた[415]。
  - 欧州中央銀行は9月のユーロ圏の経常収支が187億ユーロの黒字と発表した[416]。
  -  日本総務省は10月の物価(生鮮食品を除く)が前年比0.1%上昇と発表した[417]。
- 20日
  -  トルコのトルコリラは対米ドルで一時11.33リラとなった。過去最安値を更新した[418]。
  -  エルサルバドルの大統領はビットコインシティの建設を発表した。2022年に10億ドルの「ビットコイン債」を発行する[419]。
- 23日
  -  トルコのトルコリラは対米ドルで一時13.45リラとなった。過去最安値を更新した[420]。
  -  マレーシアの中央銀行は 中国との2国間通貨スワップ協定を5年間延長すると発表した。規模は1100億リンギ/1800億元[421]。
- 24日
  -  アメリカ合衆国商務省は7-9月の国内総生産(改定値)が年率換算で前期比2.1%増と発表した[422]。
  -  アメリカ合衆国商務省は10月の物価(PCE)が前年比4.1%増と発表した。30年ぶりの高水準[423]。
  -  アメリカ合衆国労働省は14〜20日の新規失業保険申請件数(解雇の動向を映す)が52年ぶりの低水準、19.9万件と発表した[424]。
  -  ニュージーランドの中央銀行は政策金利を0.25%引き上げ0.75%とした[425]。
- 25日
  -  メキシコの国立統計地理情報院は7-9月の国民総生産(確定値)が前期比0.4%減と発表した[426]。
  -  アメリカ合衆国商務省は10月の個人消費支出が前月比1.3%増と発表した。物価(PCE)は0.4%増[427]。
  -  韓国の中央銀行は政策金利を0.25%引き上げ1%とした[428]。
- 30日
  -  トルコ統計庁は7-9月の国内総生産が前年比7.4%増と発表した[429]。
  -  オーストラリアの統計局は7-9月の国内総生産が前期比1.9%減と発表した[430]。
  - 欧州連合統計局は10月の物価(HICP)が前年比4.9%上昇と発表した。過去最大(統計開始は25年前)の伸び[431]。
  -  トルコのトルコリラは対米ドルで一時13.9519リラとなった。過去最安値を更新した[432]。
  -  日本の総務省は9月の完全失業率が前月比横ばいの2.8％と発表した。有効求人倍率は前月比0.02上昇の1.16倍[433]。

### 12月
- 1日
  -  オーストラリアの統計局は7-9月の経常収支は過去最高の黒字、239億豪ドルと発表した[430]。
  -  日本の財務省は7-9月の法人企業統計で設備投資額は前期比2.6%減と発表した。前年比4.6%増収、35.1%増益。現金・預金は1954年以降で最大の236兆4046億円、利益剰余金は過去2番目の477兆5605億円[434]。
- 2日
  -  ブラジルの地理統計院は7-9月の国内総生産が前期比0.1％減と発表した。4-6月は0.4%減[435]。
  - 欧州連合の統計局は10月のユーロ圏失業率が前月比0.1%改善し7.3%と発表した[436]。
  -  韓国は地域的な包括的経済連携協定の批准手続きを完了した。発効は10カ国より1ヶ月遅れる[437]。
- 3日
  -  昨年12月に爪水虫などの治療薬に睡眠導入剤を混入させる不祥事を起こした中堅後発医薬品メーカーの小林化工が、後発医薬品メーカー大手の沢井製薬の持株会社であるサワイグループホールディングスに工場設備や関連人員を譲渡することを発表[438][439]。
  -  アメリカ合衆国の労働省は11月の失業率が前月比0.4%改善の4.2%と発表した。非農業部門雇用者数は前月比21万人増[440]。
  -  トルコ統計局は11月の消費者物価(CPI)が前年比21.31%増と発表した。生産者物価(PPI)では54.62%増[441]。
- 7日
  -  韓国の中央銀行は10月の経常収支(速報値)が69.5億ドルの黒字と発表した[442]。
  -  日本は10月の消費支出が前年比0.6%減と発表した[443]。
- 8日
  -  日本の内閣府は7-9月の国内総生産(2次速報)が年率換算で前期比3.6%減と発表した[444]。
  -  日本の財務省は10月の経常収支が1兆1801億円の黒字と発表した。第1次所得収支は1兆7803億円の黒字[445]。
  -  アメリカ合衆国の労働省は10月の求人件数が1103.3万件と発表した。過去2番目の高水準[446]。
  -  ブラジルの中央銀行は政策金利を1.5%引き上げ9.25%とした[447]。
  -  ポーランドの中央銀行は政策金利を0.5%上げ1.75%とした[448]。
- 9日 -  中国の中央銀行は人民元の対ドル基準値を6.3498元に設定した。2018年5月以来の元高[449]。
- 10日
  -  アメリカ合衆国株式市場のSP 500は過去最高の4712.02で終えた[450]。
  -  アメリカ合衆国商務省は11月の物価(CPI)が前年比6.8%増と発表した。39年ぶりの高水準[451]。
  -  ブラジル地理統計院は11月の物価(IPCA)が前年比10.74%上昇と発表した。18年ぶりの高水準[452]。
- 14日 -  イギリスの11月の被雇用者数が25.7万人増と発表した。2014年の調査開始以降で最高の伸び[453]。
- 15日
  -  韓国の11月の失業率が前年比0.8％改善の2.6%と発表した。8年ぶりの低水準[454]。
  -  カナダ統計局は11月の物価(CPI)が前年比4.7%上昇と発表した。18年ぶりの高水準[455]。
  -  イギリス国立統計局は11月の物価(CPI)が前年比5.1%上昇と発表した。10年ぶりの高水準[456]。
- 16日
  -  イギリスの中央銀行は政策金利を0.15%引き上げ0.25%とした[457]。
  -  ノルウェーの中央銀行は政策金利を0.25%引き上げ0.5%とした[458]。
  -  オーストラリアの統計局は11月の失業率が先月より0.6%改善した4.6%と発表した。労働参加率は66.1%[459]。
  -  トルコ大統領は最低賃金を来年から50%引き上げる、と発表した[460]。
  -  トルコの中央銀行は政策金利を1%引き上げ14%とした[461]。
  -  韓国の中央銀行は アメリカ合衆国との通貨スワップ協定が年末で終了すると発表した。規模は600億ドルだった[462]。
  -  メキシコの中央銀行は政策金利を0.5%引き上げ5.5%とした[463]。
  -  香港は9-11月の失業率が4.1%と発表した。9期連続で改善[464]。
- 17日
  -  ロシアの中央銀行は政策金利を1%引き上げ8.5%とした[465]。
  -  中国は2020年の国内総生産(確定値)が前年比2.2%増と発表した[466]。
  -  トルコのトルコリラは対米ドルで一時17.1452リラとなった。過去最安値を更新した[467]。
- 20日 -  トルコの大統領は預金保護を発表した。対米ドルで一時18.4リラだったトルコリラは25%高騰し13.15リラとなった[468]。
- 21日 -  アメリカ合衆国の商務省は7-9月の経常収支の赤字が前期比8.3%増の2148億ドルと発表した。15年ぶりの大幅赤字[469]。
- 22日
  -  日本のホームセンター大手のカインズが、東急不動産ホールディングス傘下の生活雑貨店・東急ハンズを買収することを発表。買収額は非公表[470]。買収後も東急ハンズの店名は当面は残るが、将来的に変更される見込み[471]。
  -  アメリカ合衆国商務省は7-9月の国内総生産(確報値)が前期比2.3%増と発表した[472]。
  -  アルゼンチンの国家統計センサス局は7-9月の失業率が前年比3.5%改善の8.2%と発表した[473]。
- 23日
  -  スペインの国家統計局は7-9月の国内総生産(確報値)が前期比2.6%増と発表した[474]。
  -  アメリカ合衆国商務省は11月の個人消費支出が39年ぶりの伸び、前月比5.7%増と発表した。物価(PCE)は38年ぶりの伸び、4.7%増[475]。
  -  アメリカ合衆国株式市場のSP 500は過去最高の4725.79で終えた[476]。
- 24日 -  日本の総務省は11月の物価(生鮮食品を除く)が前年比0.5%上昇と発表した。生鮮食品およびエネルギーを除く物価は0.6%下落[477]。
- 28日 -  日本の総務省は11月の完全失業率が前月比0.1%悪化の2.8％と発表した。有効求人倍率は前月比横ばいの1.15倍[478]。
- 29日
  -  アメリカ合衆国株式市場のダウ平均株価は過去最高の3万6488.63ドルで終えた。SP 500は過去最高の4793.06[479]。
  -  中華民国(台湾)の株価指数、加権指数が過去最高の1万8248.28で終えた[480]
- 31日
  -  韓国の統計局は2021年の物価(CPI)が2.5%増と発表した。10年ぶりの高水準[481]。
  -  イギリスのLIBORが廃止された。ドルLIBORの一部は2023年6月末まで存続[482]。

## 企業の上場と上場廃止
- 昇格（東証2→東証1）：1月14日 - ブルドックソース[15][16]
- 復帰（東証2→東証1）：1月29日 - 東芝[39]
- 上場（東証1）：4月13日 - 紀文食品[483][484]
- 上場（NASDAQ）：4月14日 - Coinbase[140]
- 廃止（東証1）：6月28日 - ワタベウェディング[485]
- 廃止（JASDAQスタンダード）：7月26日 - 五洋インテックス[486]
- 廃止（JASDAQスタンダード）：8月1日 - オンキヨーホームエンターテイメント[487][488]
- 廃止（東証1）：8月26日 - 船井電機 ※秀和システムの完全子会社化に伴う[489][490]
- 廃止（JASDAQスタンダード）：8月30日 - 大塚家具 ※ヤマダホールディングスの完全子会社化に伴う[491]
- 廃止（東証1）：9月29日 - ココカラファイン ※持株会社「マツキヨココカラ&カンパニー」設立、同社子会社化に伴う[323]
- 上場（NYSE）：10月21日 - WeWork[492]